# Hallur Hansson
Hallur Hansson, ferski nogometaš, * 8. julij 1992, Tórshavn.

## Življenjepis
Igralec zvezne vrste Hallur Hansson je bil rojen v kraju Tórshavn, ki je tudi glavno mesto Ferskih otokov. Ta kraj ima 19.000 prebivalcev in je od Ljubljane oddaljen slabih 3.000 km. Svojo nogometno pot je začel s 6 leti pri klubu VB Vágur. Doslej je igral za štiri klube na Ferskih otokih, na Danskem in Škotskem. Zbral je tudi že 47 nastopov v vseh reprezentančnih selekcijah. Za člansko nogometno reprezentanco je debitiral 15. avgusta na tekmi proti Islandiji.

### Reprezentančni goli
| #  | Datum            | Kraj                                       | Nasprotnik | Gol za | Končni izid | Tekmovanje                   |       |
| -- | ---------------- | ------------------------------------------ | ---------- | ------ | ----------- | ---------------------------- | ----- |
| 1. | 11 oktober 2013  | Tórsvøllur, Tórshavn, Ferski otoki         | Kazahstan  | 1–0    | 1–1         | Kvalifikacije za SP 2014     | [ 2 ] |
| 2. | 19 november 2013 | Ta' Qali National Stadium, Ta' Qali, Malta | Malta      | 1–3    | 2–3         | Prijateljska tekma           | [ 3 ] |
| 3. | 1 marec 2014     | Victoria Stadium, Gibraltar                | Gibraltar  | 1–3    | 1–4         | Prijateljska tekma           | [ 4 ] |
| 4. | 13 junij 2015    | Tórsvøllur, Tórshavn, Ferski otoki         | Grčija     | 1–0    | 2–1         | UEFA Euro 2016 kvalifikacije |       |